# Żółtaczka noworodków
Żółtaczka noworodków (łac. Icterus neonatorum) – żółtaczka występująca w okresie noworodkowym, u podstaw której leżą zaburzenia przemiany bilirubiny.
W noworodkowym okresie życia występują następujące czynniki fizjologiczne predysponujące do jej wystąpienia:
- zwiększona liczba erytrocytów w 1 ml krwi;
- skrócenie czasu ich przeżycia;
- niedojrzałość enzymatyczna wątroby, charakteryzująca się mniejszą zdolnością do wychwytywania bilirubiny przez komórki wątrobowe, a z drugiej zmniejszoną zdolnością jej sprzęgania wskutek niewydolności układów enzymatycznych UDPG-T (urydylo-dwufosfoglukuronylo-transferaza) i UDP (urydylo-dwufosforan).

Żółtaczkę fizjologiczną stwierdza się u 40% noworodków donoszonych i prawie 100% wcześniaków, choć dane co do częstości ich występowania są niespójne.
Wynika z tego, że żółtaczka jest procesem fizjologicznym, jednakże w pewnych niekorzystnych sytuacjach, może się stać procesem chorobowym. Dlatego żółtaczki okresu noworodkowego zostały podzielone na żółtaczki fizjologiczne i patologiczne.

## Żółtaczka fizjologiczna
Aby żółtaczka mogła zostać uznaną za fizjologiczną, musi spełniać następujące kryteria:
- u noworodków donoszonych pojawia się w 2. dobie, osiąga maksimum w 4–5. dobie po czym stopniowo ustępuje, ustępując do 10. dnia życia noworodka i maksymalny poziom bilirubiny nie przekracza 205 μmol/l (12 mg/dl);
- u noworodków urodzonych przedwcześnie, pojawia się zwykle w 3. dobie życia, może się utrzymywać nawet do 21 dni, a maksymalny poziom bilirubiny wynosić 257 μmol/l (15 mg/dl).

### Rozpoznanie
Żółtaczkę rozpoznaje się i traktuje jako fizjologiczną, na podstawie powyższych kryteriów. Zwykle wręcz rozpoznanie opiera się na wzrokowej ocenie zabarwienia powłok, które jest również charakterystyczne. Początkowo zażółceniu ulega twarz, później tułów, następnie kończyny i na samym końcu zabarwieniu ulegają dystalne ich części – dłonie i stopy. Kolejność ustępowania zażółcenia jest dokładnie odwrotna.

### Leczenie
Jako proces fizjologiczny nie wymaga leczenia. Częste karmienie piersią (co najmniej raz na trzy godziny) może zatrzymać wzrost poziomu bilirubiny[niewiarygodne źródło?] lub go obniżyć.

## Żółtaczka patologiczna
Jak już wspomniano, żółtaczka jest procesem fizjologicznym. Za patologiczną, żółtaczkę noworodków uważa się w przypadkach, gdy nie spełnia kryteriów żółtaczki fizjologicznej, czyli:
- pojawia się przedwcześnie – w 1. dobie życia – tak zwana żółtaczka przedwczesna (icterus praecox);
- przedłuża się ponad 7 dni lub >14 dni u wcześniaków – żółtaczka przedłużona (icterus prolongatus);
- poziom bilirubiny przekracza (17 mg/dl) – żółtaczka nadmierna (hiperbilirubinaemia).

### Diagnostyka
Obowiązuje konieczność wielokrotnego pomiaru stężenia bilirubiny, za pomocą metod przezskórnych z użyciem bilirubinometru lub oznaczenia stężenia we krwi.

### Przyczyny
W zależności od mechanizmu powstania żółtaczki, dochodzi do zwiększenia stężenia bilirubiny pośredniej lub bezpośredniej.

#### Żółtaczki wywołane przez bilirubinę pośrednią
- zwiększone wytwarzanie bilirubiny;
  - choroba hemolityczna noworodka;
  - sferocytoza wrodzona;
  - niedobór kinazy pirogronianowej;
  - niedobór dehydrogenazy glukozo-6-fosforanowej;
  - talasemia;
  - policytemia;
- zmniejszony klirens bilirubiny:
  - choroba Gilberta;
  - Zespół Criglera-Najjara;
  - galaktozemia;
  - tyrozynemia;
  - niedoczynność tarczycy;
  - niedoczynność przysadki mózgowej;
  - wcześniactwo;
  - żółtaczka pokarmu kobiecego.

#### Żółtaczki wywołane przez bilirubinę bezpośrednią
- zapalenie wątroby;
- choroby dróg żółciowych;
- choroby metaboliczne.

### Leczenie żółtaczki patologicznej
Leczenie żółtaczki ma na celu obniżenie poziomu bilirubiny i ma za zadanie nie dopuścić do rozwoju powikłań hiperbilirubinemii, a zwłaszcza żółtaczki jąder podkorowych (kernicterus).
Realizuje się to poprzez stosowanie następujących procedur:
- fototerapię noworodka;

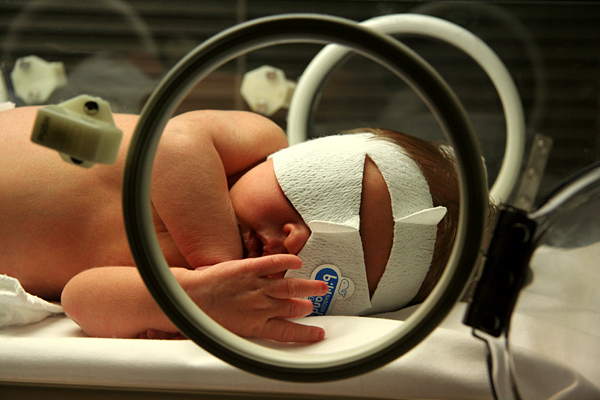
Noworodek z żółtaczką leczony przy pomocy fototerapii

- transfuzję wymienną wykonywana jedynie w wypadkach wystąpienia żółtaczki jąder podkorowych;
- leczenie farmakologiczne:
  - ma znaczenie drugoplanowe i jest stosowane tylko w przypadkach, gdy fototerapia nie przynosi rezultatów, lub następuje gwałtowny wzrost poziomu bilirubiny:
    - fenobarbital działający poprzez zwiększenie produkcji UDPG-T oraz zwiększenie wydalania bilirubiny;
    - cholestyramina – zmniejsza krążenie wątrobowo-jelitowe;
    - wlew 5% glukozy i (lub) albuminy;
    - leki zwiększające perystaltykę przewodu pokarmowego.